# Noua Suliță, Jmerînka
Noua Suliță (în ucraineană Новоселиця, transliterat: Novoselîțea) este un sat în comuna Kurîlivți din raionul Jmerînka, regiunea Vinnița, Ucraina.

## Demografie
Componența lingvistică a localității Noua Suliță
     Ucraineană (98,79%)
     Rusă (1,21%)
Conform recensământului din 2001, majoritatea populației localității Noua Suliță era vorbitoare de ucraineană (98,79%), existând în minoritate și vorbitori de rusă (1,21%).